# Константин 2
«Константин 2» (англ. Constantine 2) — майбутній містичний фільм режисера Френсіса Лоуренса, заснований на серії коміксів Hellblazer видавництва DC Comics. Сиквел фільму «Константин: Володар темряви» 2005 року.

## Сюжет
Екзорцист і медіум Джон Константин продовжує боротьбу з демонами, що проникають у світ. Новий фільм досліджуватиме історії про збереження бар'єра між землею та демонами.

## Акторський склад
- Кіану Рівз — Джон Константин
- Петер Стормаре — Люцифер

## Виробництво
У 2011 році режисер фільму «Константин: Володар темряви» Френсіс Лоуренс зізнався, що хотів би зняти сиквел, причому з рейтингом R, а не PG-13, як в оригінального фільму.
У травні 2019 року Кіану Рівз заявив, що готовий знову зіграти роль Джона Константина. У листопаді 2020 року Петер Стормаре, який зіграв Люцифера у фільмі «Константин: Володар темряви», заявив у публікації у своєму Instagram, що сиквел «Константина» знаходиться «в роботі».
У вересні 2022 року портал Deadline Hollywood повідомив, що компанія Warner Bros. розпочали розробку сиквела «Константина», в якому Рівз знову виконає головну роль. Лоренс стане режисером фільму, а Аківа Голдсман стане автором сценарію. Продюсерами фільму стануть Голдсман, Джефрі Джейкоб Абрамс та Ганна Мінгелла. Виконавчими продюсерами стануть Лоренцо Ді Бонавентура та Ервін Стофф. Влітку 2023 Голдсман повідомив, що через страйк Гільдії сценаристів США він ще не починав писати сценарій, але збирається зайнятися ним, як тільки страйк буде завершено. У листопаді 2023 року, після прем'єри фільму «Голодні ігри: Балада про співочих пташок і змій», Френсіс Лоуренс підтвердив, що він «сфокусований» на розробці фільму «Константин 2».